# Goth Angel Sinner
Goth Angel Sinner, stilizzato GOTH ANGEL SINNER e abbreviato GAS, è il secondo EP da solista nonché primo EP postumo del rapper statunitense Lil Peep, pubblicato il 31 ottobre 2019 dalla Columbia Records. L'EP serve interamente come singolo per la raccolta Everybody's Everything di Peep.

## Antefatti

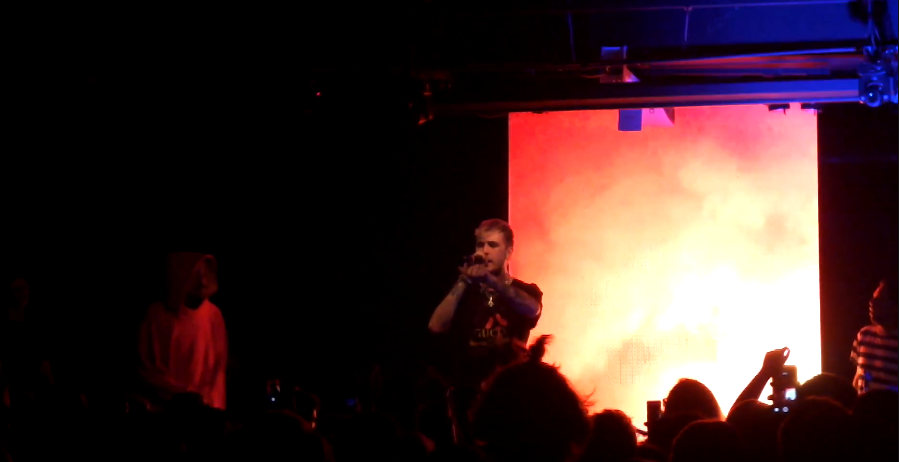
Lil Peep si esibisce con Moving On nei Paesi Bassi, durante il Come Over When You're Sober Tour, nell'ottobre 2017

Il progetto è stato annunciato il 16 ottobre 2017, un mese prima della morte di Lil Peep, sul suo account Twitter.
Il 30 ottobre 2018, un utente di Reddit ha pubblicato i tre brani del progetto in qualità studio. Al tempo si presumeva che le tracce fossero chiamate Wake Me Up, Belgium e Needle. Il produttore discografico Fish Narc ha dichiarato in seguito che Goth Angel Sinner non è un progetto completo; portando speculazioni riguardo alla pubblicazione dei brani Los Angeles, Liar e Callin' all'interno dell'EP. Questo fatto non è stato mai confermato.
Il 16 aprile 2019, Fish Narc ha rivelato i progressi di produzione del progetto su Instagram. Nella didascalia che accompagna una sua foto con Peep sul palco, ha affermato:
(Fish Narc, Instagram)

## Registrazione
L'EP è stato registrato poco dopo il primo tour da solista di Lil Peep, il The Peep Show, quando si è trasferito a Londra, in Inghilterra, dopo dei disaccordi con il suo collettivo Gothboiclique, dove ha anche registrato Come Over When You're Sober, Pt. 1 e Come Over When You're Sober, Pt. 2.

## Musica e testi
Nonostante la brevezza dell'EP, composto da soli tre brani, Goth Angel Sinner racchiude perfettamente l'atmosfera, la misticità e l'abilità di Lil Peep. Moving On è un rock "morbido" accarezzato dalla chitarra che viene guidata dalla voce di Peep. Belgium è altrettanto "morbido", mettendo in risalto uno schema di tamburi tintinnanti in stile Roland TR-808 equilibrati dalle chitarre stridenti presenti nell'ultima metà della canzone. Infine il brano finale When I Lie, dalle sfumature country-trap, immerso nelle increspature della grancassa con i concetti espressi da Peep che diventano sempre pù concreti man mano che il brano continua.

## Promozione

### Remix diWhen I Lie
Il 26 aprile 2019, il brano When I Lie è stato remixato, con la collaborazione di Ty Dolla Sign, e inserito nella colonna sonora For the Throne: Music Inspired by the HBO Series Game of Thrones ispirata a Il Trono di Spade, visti i gusti personali di Peep riguardo quest'ultima serie televisiva.

### Video musicali
(Trey Alston, mtv.com)
Il 31 ottobre 2019, oltre alla pubblicazione di Goth Angel Sinner, è stato pubblicato un videoclip dedicato al brano When I Lie, diretto da Heavy Ryan. Il video fu girato verso fine settembre durante il Come Over When You Are Sober Tour, quando Lil Peep e Ryan presero lo spunto di girarlo durante una sessione nel locale notturno Moondoo ad Amburgo, in Germania. L'idea di scegliere il brano è venuta dal momento che Peep e gli altri stavano ascoltando When I Lie soprattutto durante il tour. Per la realizzazione del video è servita una sola ripresa, visti gli ottimi risultati per la registrazione del video musicale di 4 Gold Chains a Londra.
Il 12 novembre 2019 viene pubblicato il video musicale di Belgium, diretto da Mezzy e formato principalmente da esibizioni di Peep durante un live in Belgio, oltre a filmati più intimi che ritraggono il rapper mentre vaga per le strade e attorno al castello della città di Gand, in Belgio. Nel videoclip, Peep decolla per la prima volta su un aereo in rotta per la capitale il 4 aprile 2017.

## Tracce
Testi di Benjamin Friars-Funkhauser, Gustav Åhr, musiche di Fish Narc.
1. Moving On – 3:23
2. Belgium – 4:00
3. When I Lie – 3:57

## Formazione

### Musicisti
- Lil Peep – voce, testi
- Fish Narc – testi, produzione

### Produzione
- Joe LaPorta – ingegnere mastering
- BetterOffDead – ingegnere registrazione, ingegnere mastering, ingegnere missaggio